# Автошлях Т 1022
Автошлях Т 1022 — автомобільний шлях територіального значення в Київській області. Проходить територією Миронівського та Богуславського районів. Загальна довжина — 36,1 км.